# Casa Árabe de Madrid
La Casa Árabe de Madrid est une institution publique espagnole créée en 2006 pour renforcer les liens diplomatiques et culturels entre l'Espagne et les pays arabes. Il s'agit d'un centre culturel où sont organisés des conférences, des séminaires et des cours sur le monde arabe et musulman et sur l'histoire espagnole d'Al-Andalus.

## Statut
Elle constitue un consortium public dirigé par le ministère des Affaires étrangères et de la Coopération, dans le cadre du programme de "Red de Casas", avec la Junte d'Andalousie, la Communauté de Madrid et les villes de Madrid et Cordoue, qui abritent toutes deux un centre d'étude.
Le siège est situé à Madrid.

## Le siège de Madrid
Le siège est situé au n° 62 de la rue d'Alcalá, face à la porte de Madrid du parc du Retiro. Il constitue l'îlot formé par les rues d'Alcala, Aguirre et O'Donnell.

### Architecture

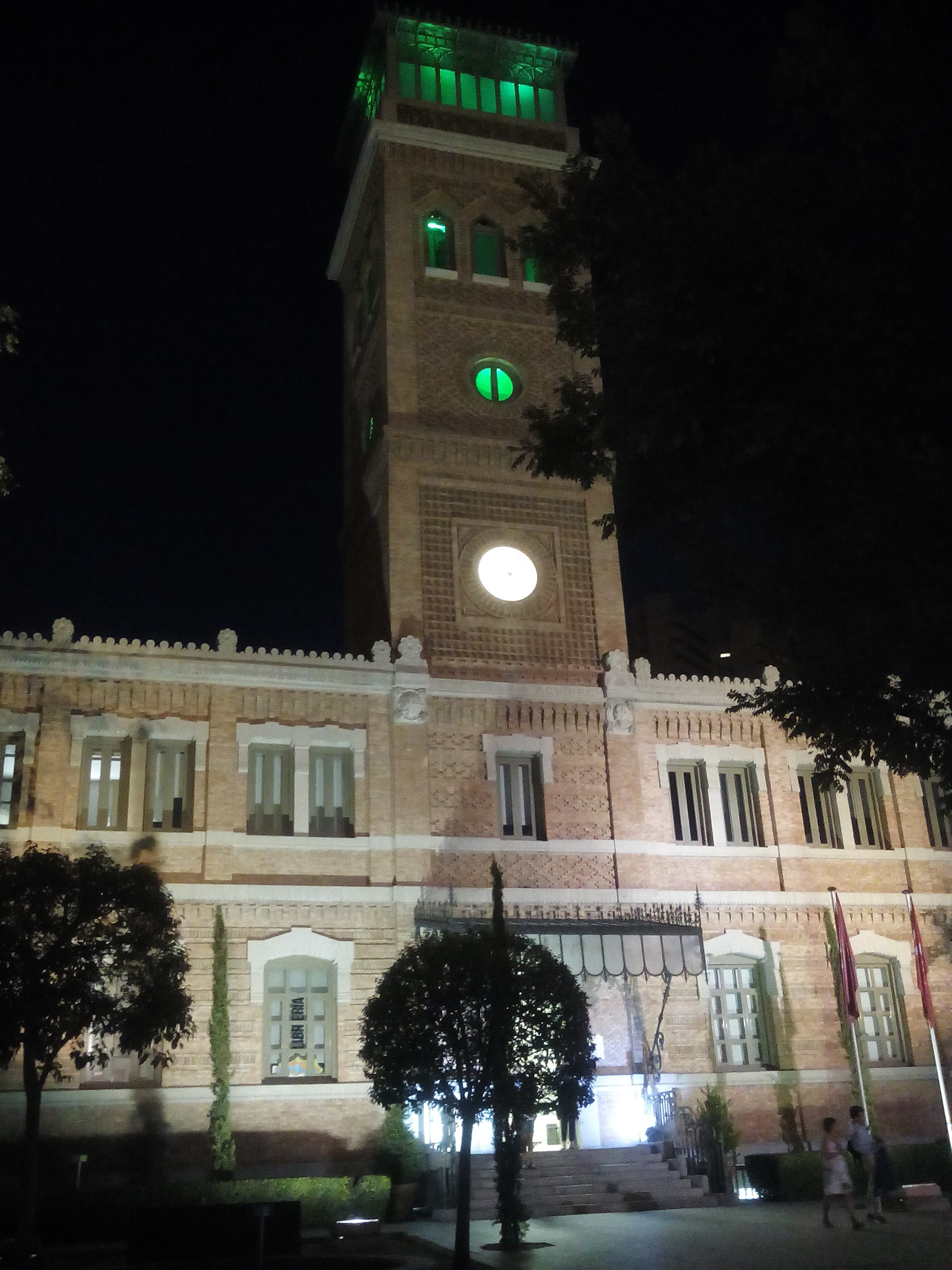
Illuminations nocturnes - le minaret devient phare et change de couleurs.

Le siège madrilène est abrité dans le bâtiment des anciennes écoles Aguirre, inauguré en 1886.
C'est un bâtiment de style néo-mudéjar, dessiné par Emilio Rodríguez Ayuso qui utilise la brique comme structure essentielle. L'architecture néo-mudéjar est un rameau de l'architecture néo-mauresque, un des styles architecturaux exotiques renaissants adopté à la fin du XIXe siècle par des architectes européens et américains dans la vague de la fascination romantique occidentale pour les arts orientaux. Les Mudéjar, de l’arabe مدجّن (mudaʒʒan, « domestique ») est le nom donné aux musulmans d’Espagne devenus sujets des royaumes chrétiens après la Reconquista, à partir du XIe siècle. L'Espagne conserve encore aujourd'hui un riche patrimoine mudéjar, témoin du respect et de l'intérêt de la société médiévale pour l'esthétique développé par les califes omeyyades en al-Andalus. Le bâtiment constitue selon le collège officiel des architectes de Madrid (COAM) « une des œuvres les plus représentatives de Rodriguez Ayuso et du néo-mudéjar de Madrid ».
Le bâtiment de forme rectangulaire comprend un rez-de-chaussée, qui hébergeait autrefois les salles de classe, et un étage. Une tour en briques rouges évoquant un minaret et abritant un escalier s'élève au centre de la façade principale. Élément singulier du quartier, qu'elle domine d'une hauteur de 37 mètres, elle s'inscrit aussi dans la perspective depuis la porte d'Alcalá.
Le bâtiment est classé bien d'intérêt culturel en 1977.

### Histoire

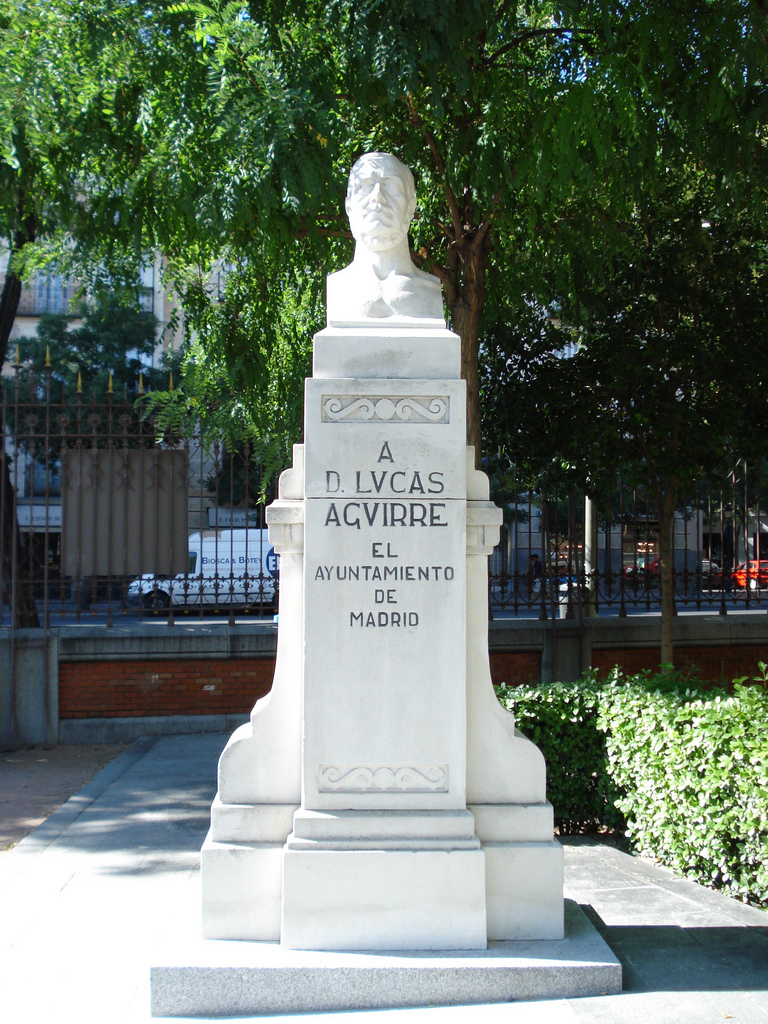
Buste de Lucas Aguirre dans la cour de la Casa Árabe

L'établissement scolaire Aguirres est fondé grâce au legs de Lucas Aguirre y Juárez. La première pierre est posée en 1881 et le bâtiment inauguré trois ans plus tard. Le mur et le portail ouvragé qui l'isolent des rues Aguirre, Alcalá et O'donnell datent de 1887. Le pavillon du jardin, aujourd'hui le restaurant Shukran, est construit en 1896. En 1929 l'école possède 16 niveaux, de la maternelle au lycée. Les classes sont au rez-de-chaussée, au premier étage on trouve la bibliothèque, la direction, et des logements de fonction pour les maîtres et maîtresses.
L'école ferme en 1971. Le bâtiment est alors utilisé par l'administration municipale, jusqu'à l'ouverture de la Casa Arabe en 2008.

## L'antenne à Cordoue
À Cordoue, dans l'ancienne capitale du califat d'Al-Andalus, le siège est situé au 9 de la rue Samuel de los Santos Gener, non loin de la mosquée-cathédrale.

## Fonctions

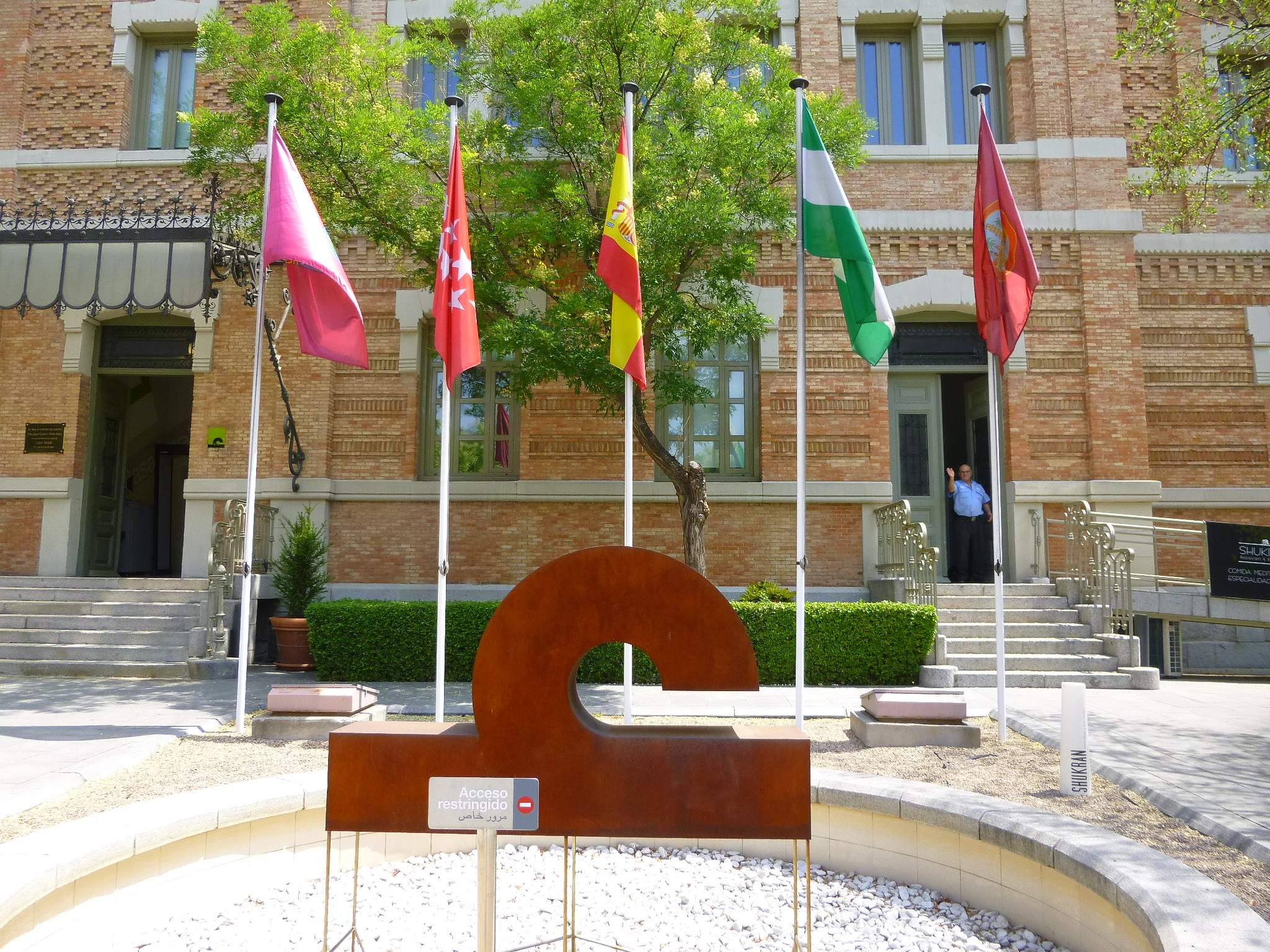
Logotype de la casa Árabe et drapeau des quatre institutions gestionnaires, dans la cour du site de Madrid

L'institution agit comme relais stratégique dans les relations entre l'Espagne et le monde arabe.
Depuis sa fondation en 2006, la Casa Árabe développe son travail de plateforme et d'outil de la diplomatie espagnole, conjointement au réseau des centres culturels espagnols, la Maison de l'Amérique, la Maison de l'Asie, la Maison de l'Afrique, la Maison de la Méditerranée et la Maison d'Israël et du monde juif espagnol.
En plus de ses deux centres, la Casa Árabe diffuse en ligne de ressources sur le monde arabe en espagnol, tout en développant sa présence sur les réseaux sociaux. On y trouve notamment l'enregistrement de chaque conférence tenues à Madrid, des cours en ligne (MOOC), des actualités.
La Casa Árabe appartient aux réseaux ReFAL, le réseau espagnol de la fondation Anna Lindh (centre intergouvernemental des pays de l'Union pour la Méditerranée, l'Union européenne et la Ligue des États arabes, créé en 2004), Arab Reform Initiative (think tank arabe mondial pour la transition démocratique, créé en 2005) et EuroMeSCosur (réseau de centres de recherche sur les questions politiques et de sécurité en Méditerranée, constitué de 106 instituts de 32 pays de la région euro-méditerranéenne - Euromed - et créé en 1996,).

### Éducation et économie
Comme le déclare la Casa Árabe sur son site Internet, dans le contexte actuel de transformation politique des pays arabe et de la crise économique en Europe, il est plus que jamais nécessaire de disposer de canaux d'information et d'analyse ouvert, permettant formation et réflexion sur les débats de l'actualités. Parallèlement, l'internationalisation des entreprises espagnols dans le cadre de la mondialisation conduise à une demande croissante de données fiable sur le monde arabe.
La Casa Árabe doit s'implique en conséquence tout autant dans des programmes socio-économique qu'éducatif, notamment à travers le Centre de la langue arabe, qui offre des formations spécifiques aux étudiants comme aux professionnels.

### Diplomatie

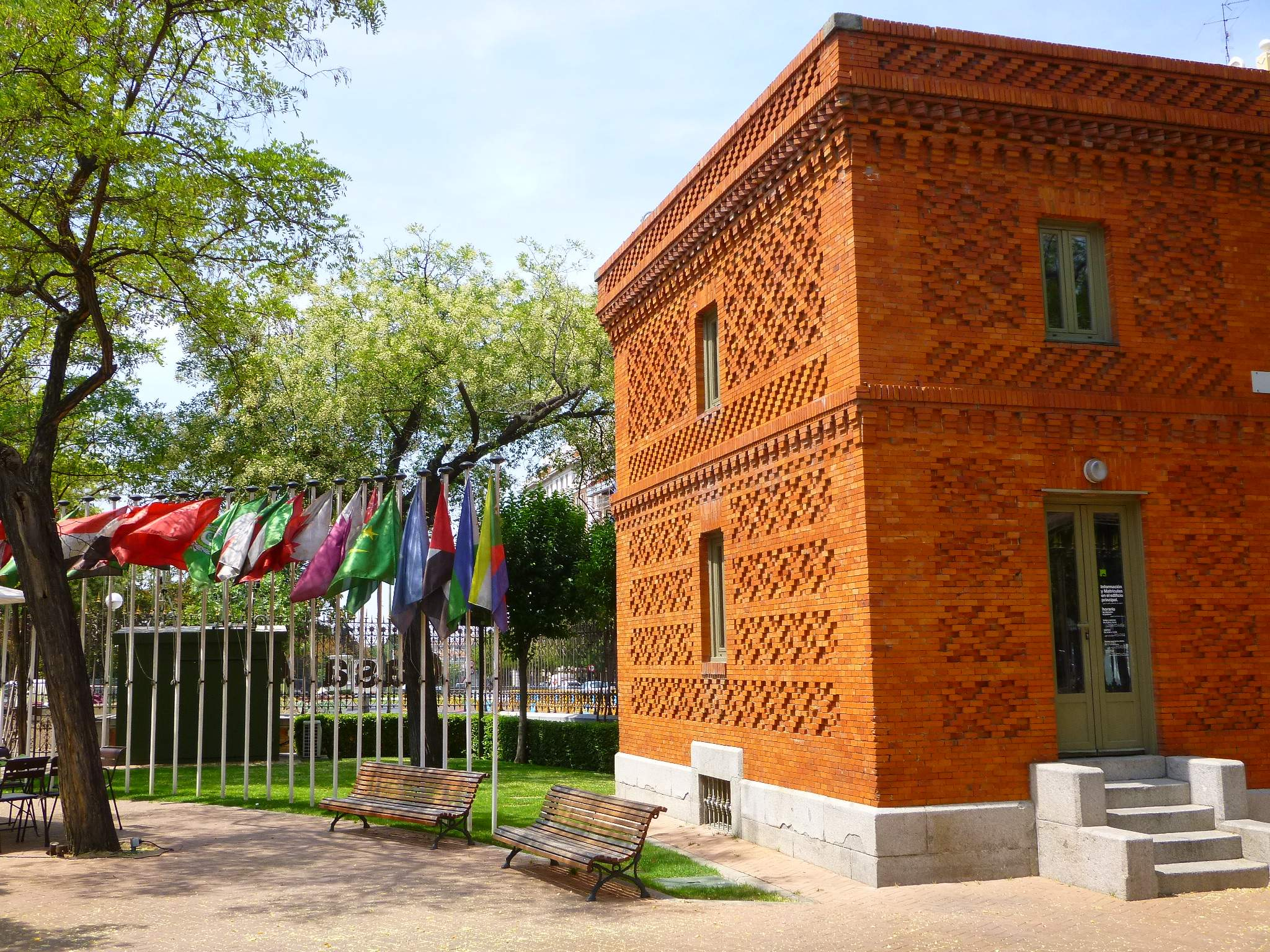
Les drapeaux des Pays Arabes devant le pavillon.

Le monde arabe subit actuellement des transformations profondes à toutes les échelles, locales, régionales et internationales, particulièrement depuis ce qu'on a appelé le "le Printemps arabes" en 2010. La Casa Árabe est chargée par le gouvernement d'offrir son appui à la diplomatie espagnol pour la transition démocratique, à travers la diffusion des recherches académiques sur la région, et l'appui des nouveaux acteurs de la société civile. Elle collabore activement avec d'autres institutions espagnoles comme la AECID, commissaire de la marque "Espagne", la Fondation pour la Transition espagnole, l'Institut royal d'Elcano, la  Fundación Pluralismo y Convivencia (Fondation Pluralisme et Convivencia), le réseau des centres culturels et le Club de Madrid.

### Culture et nouveaux médias

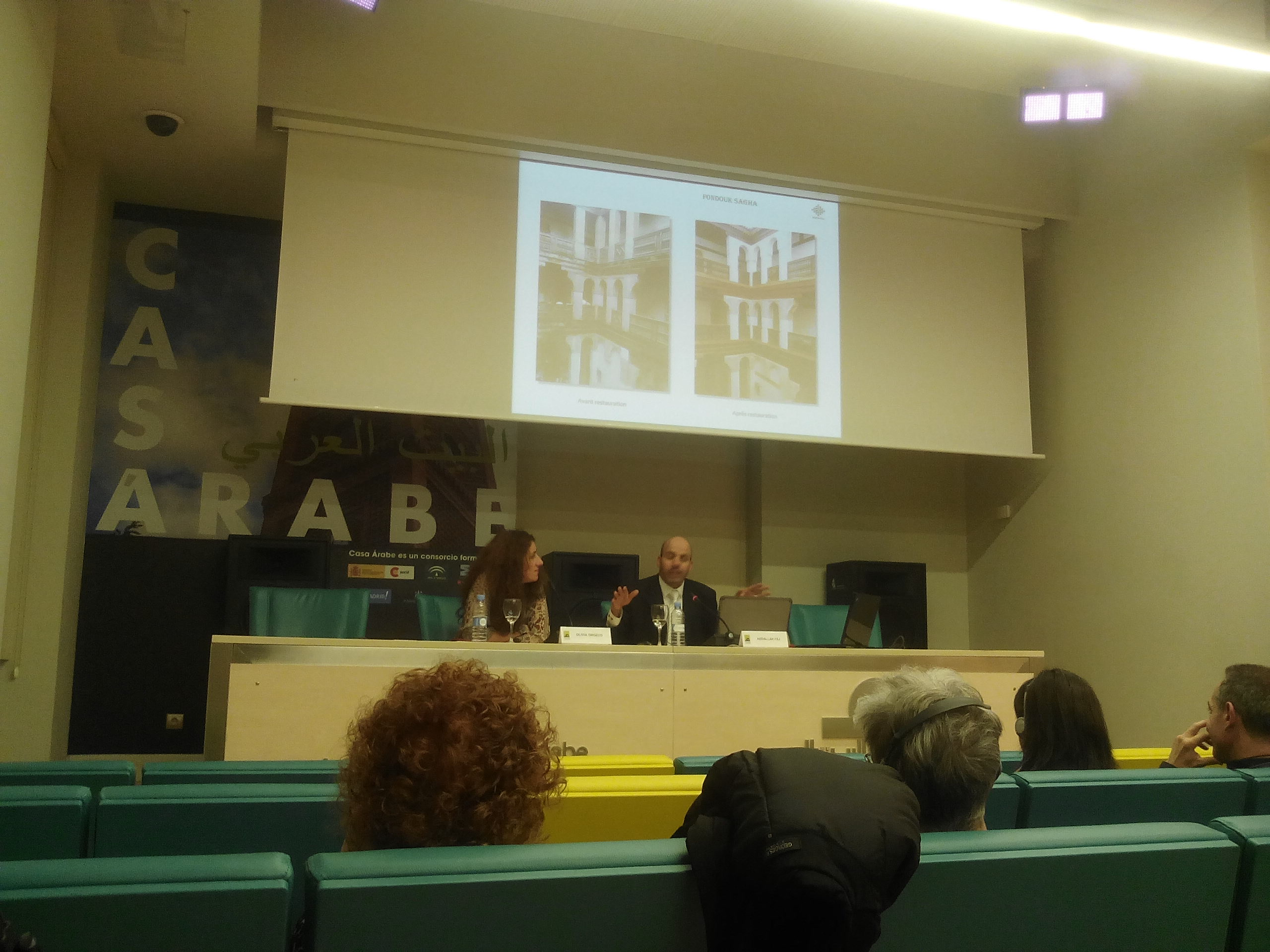
Conférence sur l'histoire de Fès, et ses inflences andalouses, en novembre 2016.

Le troisième pilier directeur de la Casa Árabe consiste en la promotion de la culture arabe dans la société espagnole. Elle organise ainsi un programme de projection de cinéma arabe, fenêtre importante de compréhension des réalités actuelles des pays arabe et musulmans, tant à travers des longs-métrages de fiction que de l'énorme production de documentaire. Les salles d'exposition accueillent des artistes contemporains et des expositions temporaires historiques. Casa Árabe invite régulièrement des auteurs contemporains à présenter leurs derniers romans et essais. La création musicale n'est pas oubliée, et les artistes invités à se produire présentent leur démarche et dialogue avec le public.
Le programme culturel coopère avec de nombreuses institutions, éditeurs, industries culturelles du monde arabe, et a permis de construire un outil clef de la diplomatie culturelle et de dialogue des secteurs les plus innovents des deux sociétés. Cela inclut la promotion du secteur le plus créatif d'Espagne : les secteurs professionnels du tourisme, de la culture et de l'architecture.
Enfin, d'un point de vue contemporain, la mise en valeur de l'héritage arabo-islamique  est un axe fondamental du programme culturel de la Casa Árabe, qui interprète l'histoire du pays comme une chance pour la coopération internationale ; l'Espagne est le point d'intersection des civilisations européennes, arabes et américaines.

### Directeurs
- 2006 à 2012 : Gema Martín Muñoz - arabiste
- 2012 à 2015 : Eduardo López Busquets - diplomate
- 2015 à 2021 : Pedro Villena - diplomate
- 2021 à aujourd'hui : Irene Lozano - journaliste